# Calliandra silvicola
Calliandra silvicola är en ärtväxtart som beskrevs av Paul Hermann Wilhelm Taubert. Calliandra silvicola ingår i släktet Calliandra och familjen ärtväxter. Inga underarter finns listade i Catalogue of Life.